# Rudolf Kubín
Rudolf Kubín (10. ledna 1909 Ostrava – 11. ledna 1973 tamtéž) byl český violoncellista, hudební skladatel a rozhlasový režisér.

## Život
Jeho otec byl kavárenský hudebník a kontrabasista orchestru ostravské německé opery orientované především na klasickou i novější operetu. Poznal tak rozdílná hudební prostředí včetně hornického folklóru. První skladatelské pokusy byly poplatné tehdejší populární hudbě. Jeho prvními učiteli byli všestranný hudebník Karel Patočka a violoncellista divadelního orchestru Josef Pozdina. U něj se učil se hře na violoncello a na tento nástroj také hrál v amatérském Orchestrálního sdružení ve Vítkovicích. V roce 1924 vstoupil na Pražskou konzervatoř, kde studoval hru na violoncello u Julia Junka a skladbu u Aloise Háby. Na studium si přivydělával účinkováním v pražských biografech a kavárnách. Pod Hábovým vedením vytvořil Kubín několik klavírních a komorních skladeb ve čtvrttónovém systému. Na konci roku 1927 studia předčasně ukončil a stal se violoncellistou Pražského rozhlasového orchestru, řízeného skladatelem Otakarem Jeremiášem. V době svého působení v rozhlasovém orchestru zkomponoval první českou rozhlasovou operu Letní noc na libreto Miloše Kareše.
V roce 1935 se vrátil do rodného města a stal se violoncellistou a příležitostným dirigentem Ostravského rozhlasového orchestru. Pracoval i jako rozhlasový hudební režisér. V době 2. světové války se stal jedním z nejvýraznějších ostravských skladatelů. Získal uznání nejen u odborné kritiky (především za Koncert pro klarinet a orchestr (1940) a Moravskou rapsodii pro orchestr s citací svatováclavského chorálu), ale i u prostého publika svou operetou Děvčátko z kolonie (premiéra 22. března 1942). Využil v ní znalosti hornického folklóru, přenesl se přes obvyklé operetní banality a optimistickým dějem a radostnou hudbou tak pomáhal překonávat těžkosti válečné doby.
V poválečné době se dal plně do služeb tehdejší orientace na radostnou hudbu masových písní a oslavných kantát. Byl uměleckým vedoucím Hornického uměleckého souboru a zkomponoval řadu hornických písní a dobových častušek. Stal se předsedou Krajské pobočky Svazu československých skladatelů v Ostravě. V této funkci vykonal mnoho záslužné práce. Sama pobočka se stala skutečným hudebním centrem severní Moravy a Slezska. Zasadil se o vznik Vyšší hudebně-pedagogické školy pro přípravu učitelek a učitelů hudebních škol v Ostravě a podílel se na vzniku Ostravského symfonického orchestru.
Za svůj život zkomponoval na 300 skladeb. Úplný seznam díla lze nalézt v díle Vladimíra Gregora: Rudolf Kubín. Obraz života a díla. (Ostrava: Profil, 1975).

## Dílo (výběr)

### Jevištní a rozhlasová díla
- Letní noc. Rozhlasová opera na libreto M. Kareše, 1931
- Zasnoubení na paloučku. Opereta na libreto F. Lašeka, 1933
- Cirkus života. Opereta o 3 jednáních na libreto M. Kareše, 1933
- Děvčátko z kolonie. Hornická opereta na libreto V. Rumla a V. Poláčka, 1942
- Naši furianti. Opera podle Ladislava Stroupežnického (libreto L. Pohl), 1943
- Pasekáři. Lidová zpěvohra podle Františka Sokola-Tůmy, 1951
- Heva. Valašská opereta podle Františka Sokola-Tůmy, 1964

### Orchestrální skladby
- Prolog. Předehra pro orchestr, 1929
- Česká píseň a tanec pro orchestr, 1932
- Symfonieta pro velký orchestr a varhany, 1936
- Koncertantní symfonie pro 4 lesní rohy a smyčcový orchestr, 1937
- Koncert pro pozoun a orchestr, 1937–37, klavírní. výtah Panton, 1970
- Koncert pro klarinet a orchestr, 1940
- Koncert pro housle a orchestr č. 1, 1941
- Moravská rapsódie pro orchestr, 1943
- Květen. Předehra pro orchestr, 1945
- Koncert pro akordeon a malý instrumentální soubor, 1951
- Ostrava. Cyklus symfonických básní (Osvobozená Ostrava, Maryčka Magdónova, Ostrava budující, V Beskydách, Ocelové srdce), 1952
- Julius Fučík, dramatická předehra, 1953
- Skanderbeg. Předehra k zamýšlené opeře, 1960
- Koncert pro housle a orchestr č. 2, 1960
- Koncert pro violoncello a orchestr, 1960
- Symfonie – Reminiscence, 1968
- Koncertantní symfonie pro violoncello a orchestr, 1969
- Ostravské variace. Symfonická báseň, 1971
- Radhošť. Ouvertura pro orchestr, 1971

### Komorní skladby
- Skladba pro violoncello a klavír, 1920
- Klavírní trio, 1922
- Suita pro čtvrttónový klavír, op. 1, 1925
- Fantazie pro čtvrttónový klavír, op. 2, 1925
- Smyčcový kvartet č. 1, 1925–26
- Pět skladeb pro čtvrttónové violoncello a klavír, 1926
- Dvě improvizace pro klavír, 1926
- Suita pro čtvrttónový klavír, op. 3, 1927
- Fantazie pro čtvrttónový klavír, op. 4, 1927
- Fantazie pro čtvrttónový klarinet a klavír, op. 5, 1927
- Malá suita pro klavír, 1927
- Stříbrná svatba. Suita pro klavír, 1928
- Ballada pro 4 violoncella, 1932
- Scherzo pro dva klarinety a klavír, 1932
- Dolorosa (Méditation) pro 4 violoncella (také pro smyčce nebo varhany sólo), 1932
- Jazzety pro klavír sólo (Tobogan, Automat, Tingl-tangl, Oceán), 1940
- Nonet (věnováno Českému nonetu), 1944
- Valašský rok. Cyklus klavírních skladeb (Podzim, Léto, Moderato, Grave), 1956
- Concertino pro kontrabas a oktet, 1968
- Dvě improvizace pro violoncello, harfu a varhany, 1968
- Malá suita pro violoncello sólo, 1970
- Malé trio pro housle, violu a violoncello, 1971
- Concertino pro smyčcový kvartet, 1971

### Vokální skladby
- První májová noc. Kantáta, 1928
- Ostrava. Píseň pro baryton a klavír (orchestr) na slova Petra Bezruče, 1932
- Slzy a úsměvy. Dětský sbor s malým orchestrem nebo čtyřručním klavírem na slova lidové poezie, 1935
- O přírodě a lásce. Kantáta na valašské lidové nápěvy a texty pro sólový sextet a orchestr, 1935
- Úsměv. Mužský sbor na text V. Hanouska (věnováno PSMU), 1935
- Jáma Pokrok. Hornická kantáta na slova A. Vojkůvky pro baryton, recitační chór, vypravěče a instrumentální oktet, 1937
- Píseň o domovině. Kantáta na slova Vojtěcha Martínka, 1938
- Píseň na cestu. Mužský sbor na slova Františka Branislava, 1949
- Ze tmy na světlo. Malá kantáta na slova Viléma Závady, 1949
- Trojanovské pěsničky pro soprán a klavír na lidové texty ze sbírek A. Šablaturové a M. Strnadelové, 1956
- Zpěvy anglických havířů pro baryton, alt a klavír, 1957
- Stojí za to žít. (Cyklus písní pro tenor a klavír (orchestr) na slova E. F. Buriana, 1958)
- Zpěvy albánského lidu. Cyklus 7 písní z Albánie, 1958
- Radhošť v lidové poezii. Valašské lidové písně pro střední hlas a malý orchestr, 1960
- Stonava. Mužský sbor na slova L. Jambora, 1961–62
- Perly slezské pro zpěv a klavír (upraveno též pro klavír sólo), 1964
- Tři písně na verše Petra Bezruče pro zpěv a klavír (nebo smyčce s harfou), 1971
- Český ráj pro zpěv a klavír (nebo smyčce s harfou) na slova Jaroslava Seiferta, 1971
- Pět těšínských písní pro zpěv a klavír, 1971.

### Filmová hudba
- Dispečer (TV seriál, 1971)
- Modrý den (1953)
- Portáši (1947)
- Mámino srdce (1933)
- Spejblovo filmové opojení (1931)

Kromě toho zkomponoval 4 melodramy (Vánoční smír, Všichni svatí tancovali, Komuna žije, Pozdrav do Frenštátu), scénickou hudbu k sedmi rozhlasovým inscenacím, přes 60 skladeb pro estrádní a dechové orchestry a přes 50 budovatelských písní, častušek a úprav lidových písní.